# Friedrich Tinti
Friedrich Tinti (bis zum Adelsaufhebungsgesetz 1919 Reichsfreiherr von Tinti; * 7. August 1888 in Wels, Schloss Lichtenegg; † 29. Oktober 1948 in Pöchlarn) war ein österreichischer Politiker und Gutsbesitzer sowie Herr und Landmann in Tirol. 
Tinti  war von 1934 bis 1935 Abgeordneter zum Landtag von Niederösterreich sowie 1. Vizepräsident des Landtags. Vetter von Karl Heinrich Tinti.

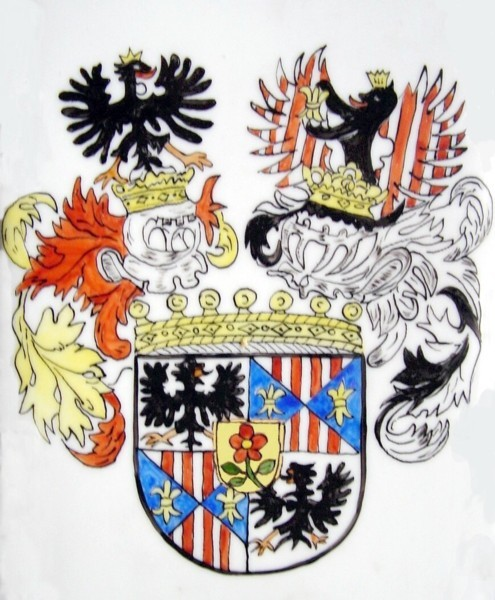
Wappen der Familie Tinti

Tinti war beruflich als Gutsbesitzer in Pöchlarn tätig und Oberleutnant der Reserve. Während der Zeit des Austrofaschismus vertrat Tinti den Stand der Land- und Forstwirtschaft zwischen dem 22. November 1934 und dem 17. Mai 1935  im Niederösterreichischen Landtag. Zudem war er während dieser Zeit 1. Vizepräsident des Landtags und seit 1931 Aufsichtsratsmitglied im Rüstungskonzern Skoda-Wetzler.